# Aurelia (geslacht)
Aurelia is een geslacht van schijfkwallen uit de familie van de Ulmaridae.

## Soorten
- Aurelia aurita (Oorkwal) (Linnaeus, 1758)
- Aurelia cruciata
- Aurelia labiata Chamisso & Eysenhardt, 1821
- Aurelia limbata (Brandt, 1835)
- Aurelia maldivensis
- Aurelia solida Browne, 1905